# Герб Ізюма
Герб Ізю́ма — один із символів міста Ізюм Харківської області затверджений розпорядженням начальника Ізюмської МВА №2183-ВС від 20 листопада 2024 року. 
Автором сучасного герба є Аліса Тіраян.

## Опис
В основі герба іспанський щит обрамлений золотом. На синьому тлі щита у верхній частині зображено золотий хрест символ ізюмського полку. Центральними фігурами герба є перехрещені між собою срібні шаблі із золотим руків'ям та гора, виконана зеленим кольором на срібному тлі. Нижня частина щита містить дві срібні хвилясті лінії. Шаблі символізують рішучість, відвагу, честь, готовність захищати Батьківщину, а також нагадують про козацьке минуле міста. Зображення гори на хвилястому підніжжі символізує річку Сіверський Донець та гору Крем'янець, що є геологічною пам'яткою природи та вважається найвищою точкою Харківської області. 

Колишній герб Ізюма

## Опис колишнього герба
Герб має форму прямокутного щита із заокругленими нижніми кутами і загостренням в основі. На золотому полі зображено три грона винограду із зеленими листками, що відповідає самій назві міста. Автором герба є М. М. Щербатов.

## Історія

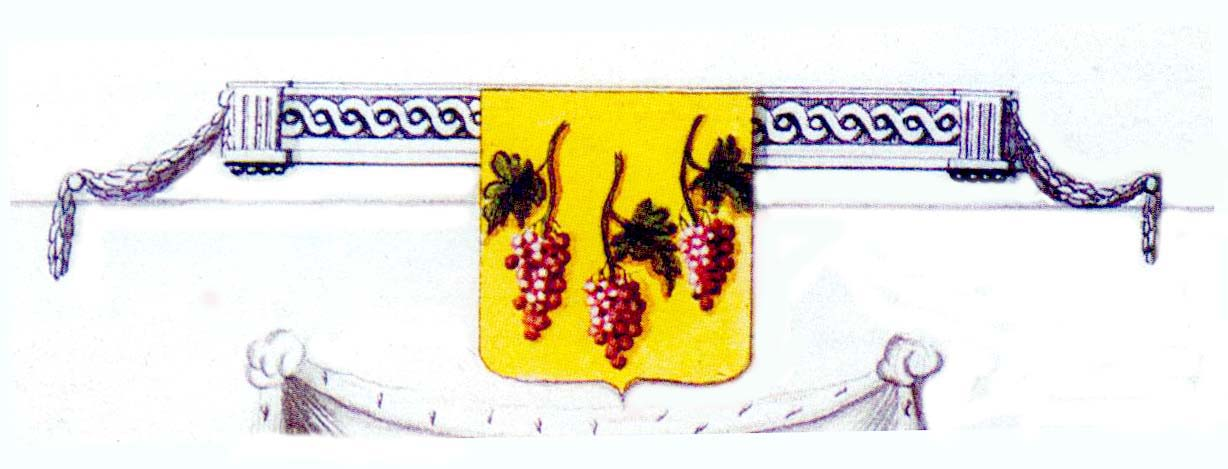
Герб Ізюма (оригінал) із карти міста в «Топографічному описі Харківського намісництва» 1787 р.

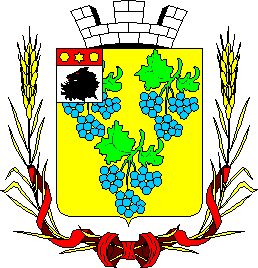
Проєкт герба Б. Кене

У 1775 році за завданням Військової колегії було складено новий (у порівнянні зі Знаменним гербовником Мініха) знаменний гербовник. Основну роботу зі створення гербовника узяв на себе М. М. Щербатов. Серед зображень 35 гербів полків є зображення герба Ізюмського полку — в золотому полі три грона винограду, — він пізніше і став міським гербом.
Герб Ізюму дарувала місту Катерина II 21 вересня 1781 року: «В золотому полі три виноградні лози з плодами, що показують саму назву цього міста і що плід цей родиться в околицях міста».
Оскільки кольору ягід вказано не було, за зображеннях був і синій, і червоний виноград.
У XIX ст. Борисом Кене розроблений проєкт нового герба міста. В золотому полі три лазурових грона винограду з зеленим листям, два над одним. У вільній частині — герб Харківської губернії. Щит увінчаний срібною міською короною з трьома вежками та обрамований двома золотими колосками, оповитими Олександрівською стрічкою. Затвердження не отримав.